# 费利克斯·林内曼
费利克斯·林内曼（德語：Felix Linnemann，1882年10月20日—1948年3月21日）是德国足球协会的第四任主席，于1925年至1945年在任。

## 生平
林内曼出生于埃森的一个建筑师家庭，并于1902年在当地取得高中毕业证书。随后他分别在慕尼黑、明斯特和柏林进修法律和医学，但均没有获得学位。1902年，林内曼加入柏林普鲁士体育俱乐部并在1908年当选为公司董事。从1904年10月30日至1905年9月，他曾在德国军队服为其一年的兵役。1910年，他接任柏林刑事警官，并在1912年5月31日的公务员考试中获得高分。1914年8月，林内曼作为一名军人参加了第一次世界大战，并在3个月后获得二级铁十字勋章。此后，因患有严重的伤寒和痢疾等疾病，他在1917年7月被调往柏林的一个监察部门。战争结束后，林内曼再度服务于警队，更晋升为商业及诈骗罪案调查科的督察长。
1918年林内曼接手担任勃兰登堡球类俱乐部的主席（Verband Brandenburgischer Ballspielvereine）。由于在这方面的卓越能力，他在1919年4月的德国足协联邦委员会会议中强烈支持加强德国足协作为德国足球运动的控股协会地位，然后获委任为第二任德国足协联邦执行官。当时，他已经意识到足球将成为消除阶级差异的最佳方式。1925年，林内曼取代戈特弗里德·辛策就任德国足协第四任主席。鉴于当时德国国内面临即将开征的娱乐税的局面，林内曼发表声明强烈反对引入职业足球，但在另一方面却在积极促进足球商业化，包括通过吸引赞助商以强化俱乐部的财政。在他的推动下，德国国家足球队在1926年首次委任奥托·内尔茨为全职主教练。林内曼还积极倡导成立一个统一的“国家联赛”（Reichsliga），其中成绩最好的球队应成为德国足球冠军。但相应计划随着德国国内的政治局势急剧恶化而搁置。直至帝国体育锻炼委员会在1933年解散以前，林内曼还就任该机构的第三任主席。
纳粹上台后，在德国将所有的社会团体一体化运动中，帝国体育专员汉斯·冯·恰默·翁德·奥斯滕受纳粹德国政府的委托在1933年5月30日接管德国足协，并在同年7月9日的德国足协联邦议会中正式就任。林内曼在其领导下，对足球的联赛系统作了重新组织。德国足协下属的7个地区协会被拆分，取代它们的是规模更小的16个区域联赛（个联赛的冠军将通过举办总决赛决出德国足球冠军。地区锦标赛则不再举办。
作为林内曼在专业足球的职责范围之一，德国国家队的成绩却遭到下滑。随着大量的宣传花费，1936年柏林奥运会足球比赛中被吹捧为深受德国公众喜爱的赛事。德国队在开局以9:0完胜卢森堡而被看好。随后林内曼下令，为了在接下来对阵挪威的比赛中保全主力，遂派遣年轻球员出战。结果德国队在阿道夫·希特勒的注视下以0:2输掉比赛并被淘汰。尽管林内曼在赛后将所有的责任归咎于国家队主帅内尔茨，但其在德国足协的权利开始逐渐被剥夺。
林内曼在德国足协的权利在不透明的情况下仍然维持至1938年，期间他还委任了塞普·赫尔贝格接替奥托·内尔茨成为新的国家队主帅。但由于在奥运会上的错误决定使他备受指摘；此外，他作为一个特殊的警务人员，却仍然没有加入纳粹党或党卫队。这些缺陷最终导致其在1937年4月1日作为前柏林首席警长被调任什切青刑侦学校。在这里他仍然是柏林警队和德国足协的首脑，却无法参与相关决策工作，尽管他在这两个领域的领导职务从未被撤销。此外，他也仍然身兼柏林体育锻炼学院院长（Berliner Hochschule für Leibesübungen）及国际足联执委等职务。
作为什切青刑侦学校的校长，林内曼于1937年加入纳粹党。1939年他又以刑侦部门负责人的身份调至汉诺威，任政府及刑事总长。任职期间，他领导及参与了将罗姆人从汉诺威地区的集中营中驱逐出境的事务。1940年，林内曼又加入党卫队，任党卫队上级突擊隊长（SS-Obersturmbannführer），而在其于1945年1月30调至柏林的党卫队国家安全部后，其官阶升为党卫队队旗长（SS-Standartenführer）。
1940年4月21日，德国足协正式解散，林内曼被确定为3个清算人之一。
第二次世界大战结束后，林内曼因其党卫队的身份于1945年5月26日被英国军队逮捕，并被监禁在韦斯特尔蒂姆克营地6个月。在国际足联的敦促下，他还被终身禁止参与国家或国际性足球组织的工作。刑满获释后，林内曼与妻子返回家乡施泰因霍斯特居住，并在1948年3月21日去世，随后被埋葬。

### 引用
1. ↑  （中文）于大川：德国足球文化内涵之二 职业化一波三折 （页面存档备份，存于）. 腾讯网. 2006-05-04.
2. ↑  （英文）The Bundesliga: a true success story （页面存档备份，存于） Official Bundesliga website, accessed: 5 July 2011
3. ↑  （德文）30 Jahre Bundesliga, p. 6
4. ↑  （德文）Ernst Klee: Das Kulturlexikon zum Dritten Reich. Wer war was vor und nach 1945. S. Fischer, Frankfurt am Main 2007, S. 370.
5. ↑  （德文）Sicher und versichert （页面存档备份，存于）, Der Spiegel 20/1975.

### 书籍
- （德文）Hubert Dwertmann. . SportZeiten 5. 1 (Göttingen: Die Werkstatt). 2005: 7–46. ISSN 1617-7606.
- （德文）Dirk Bitzer, Bernd Wilting. . Frankfurt, New York: Campus. 2003. ISBN 9783593371917.
- （德文）Nils Havemann: Fußball unterm Hakenkreuz. Campus Verlag Frankfurt/New York, 2005